# Йохан Кристоф фон Прайзинг
Йохан Кристоф фон Прайзинг (на немски: Johann (Hans) Christoph Freiherr von Preysing; * 6 декември 1576, дворец Оберндорф при Еберсберг; † 23 ноември 1632, дворец Хоенашау в Ашау им Кимгау) е фрайхер на Прайзинг и баварски държавник. Той е таен съветник, пратеник и тесен съветник на курфюрст Максимилиан I. Купува големи територии и става основател на линията Хоенаушау на фамилията фон Прайзинг.

## Биография
Той е единствен син на фрайхер Ханс Томас фон Прайзинг († 1591) и съпругата му Мария фон Клозен († 1579). Внук е на фрайхер Йохан Зигмунд фон Прайзинг († 1561) и първата му съпруга Анна Паумгартнер († 1533). Фамилията е католическа, фрайхерен от 1607 г. и графове от 1645 г.
Йохан Кристоф посещава гимназия в Мюнхен, следва право (1593 – 1603) в университетите в Инголщат, Сиена и Падуа. След това е дворцов съветник в Мюнхен (1604 – 1615) и „вицтум“ в Ландсхут. През Тридесетгодишната война участва в похода на Католическата лига срещу Бохемия и Горен Пфалц. През 1621 г. става щатхалтер на Горен Пфалц и таен съветник, от 1629 г. управлява Оберстхофмаршаламт и го поема през 1631 г.
За времето от 1608 до 1632 г. той е към най-важните служители на Максимилиан I, заради юридическите му познания и неговия хуманизъм и вярващ католик. На баварска служба той множество пъти е активен като пратеник, пътува до императорските дворове на Виена и Прага, участва в имперските събрания и на лигата, преговаря със съседните княжества.
През 1853 г. баварският крал Лудвиг I поставя негов бюст в Румесхале в Мюнхен, който е разрушен през 1944 г. Днес една почетна табела го споменава.

## Фамилия
Първи брак: през 1608 г. с фрайин Ева Бенигна фон Фрайберг (* 1584; † 26 март 1620). Те имат петима сина:
- Йохан Франц фон Прайзинг (* 23 февруари 1615, Мюнхен; † 8 юли 1687), княжески епископ на Кимзе (1670 – 1687)
- Йохан Якоб фон Прайзинг († 1645), фрайхер
- Йохан Кристоф фон Прайзинг-Алтенпрайзинг (* 1620; † 1666), граф на Алтенпрайзинг, женен за фрайин Мария Катарина фон Хазланг
- Йохан Макс фон Прайзинг († 1668), граф на Прайзинг, женен на 16 ноември 1647 г. за Мария Вероника фон Валдбург-Траухбург (* пр. 4 май 1642)
- Йохан Георг фон Прайзинг, граф на Прайзинг

Втори брак: през 1622 г. с Анна Якоба фон Рехберг († 1622), която умира същата година.
Трети брак: през 1625 г. с Юстина Фугер фон Кирхберг-Вайсенхорн (* 7 ноември 1588; † 31 май 1660, Инсбрук), дъщеря на Филип Едуард Фугер (1546 – 1618) и Магдалена фон Кьонигсег († 1592). Бракът е бездетен.